# Юань Юе
Юань Юе (кит.: 袁悦) — китайська тенісистка.

## Фінали турнірів WTA

### Одиночний розряд: 3 (2 титул)
| Легенда       |
| ------------- |
| Grand Slam    |
| WTA 1000      |
| WTA 500       |
| WTA 250 (2–1) |

| За поверхнею |
| ------------ |
| Хард (2–1)   |
| Трава (0–0)  |
| Грунт (0–0)  |
| Килим (0–0)  |

| Результат | В–П | Дата     | Турнір                     | Статус  | Поверхня | Супротивниця    | Рахунок                     |                  |
| --------- | --- | -------- | -------------------------- | ------- | -------- | --------------- | --------------------------- | ---------------- |
| Поразка   | 0–1 | Жов 2023 | Korea Open, Південна Корея | WTA 250 | Хард     | Джессіка Пегула | 2–6, 3–6                    |                  |
| Перемога  | 1–1 | Бер 2024 | ATX Open, США              | WTA 250 | Хард     | Ван Сіюй        | 6–4, 7–6(7–4)               |                  |
| Перемога  | 2–1 | Лют 2025 | ATX Open                   | WTA 250 | Тверде   | Ганна Блінкова  | Маккартні Кесслер Чжан Шуай | 3–6, 6–1, [10–4] |

## Фінали турнірів WTA Challenger

### Парний розряд: 1 фінал
| Результат | Дата     | Турнір                       | Поверхня | Партнерка    | Супротивниці                      | Рахунок               |
| --------- | -------- | ---------------------------- | -------- | ------------ | --------------------------------- | --------------------- |
| Поразка   | Сер 2019 | WTA 125 Karlsruhe, Німеччина | Ґрунт    | Хань Сіньюнь | Лара Арруабаррена Рената Ворацова | 7–6(7–2), 4–6, [4–10] |